# Brit Pack (attori)

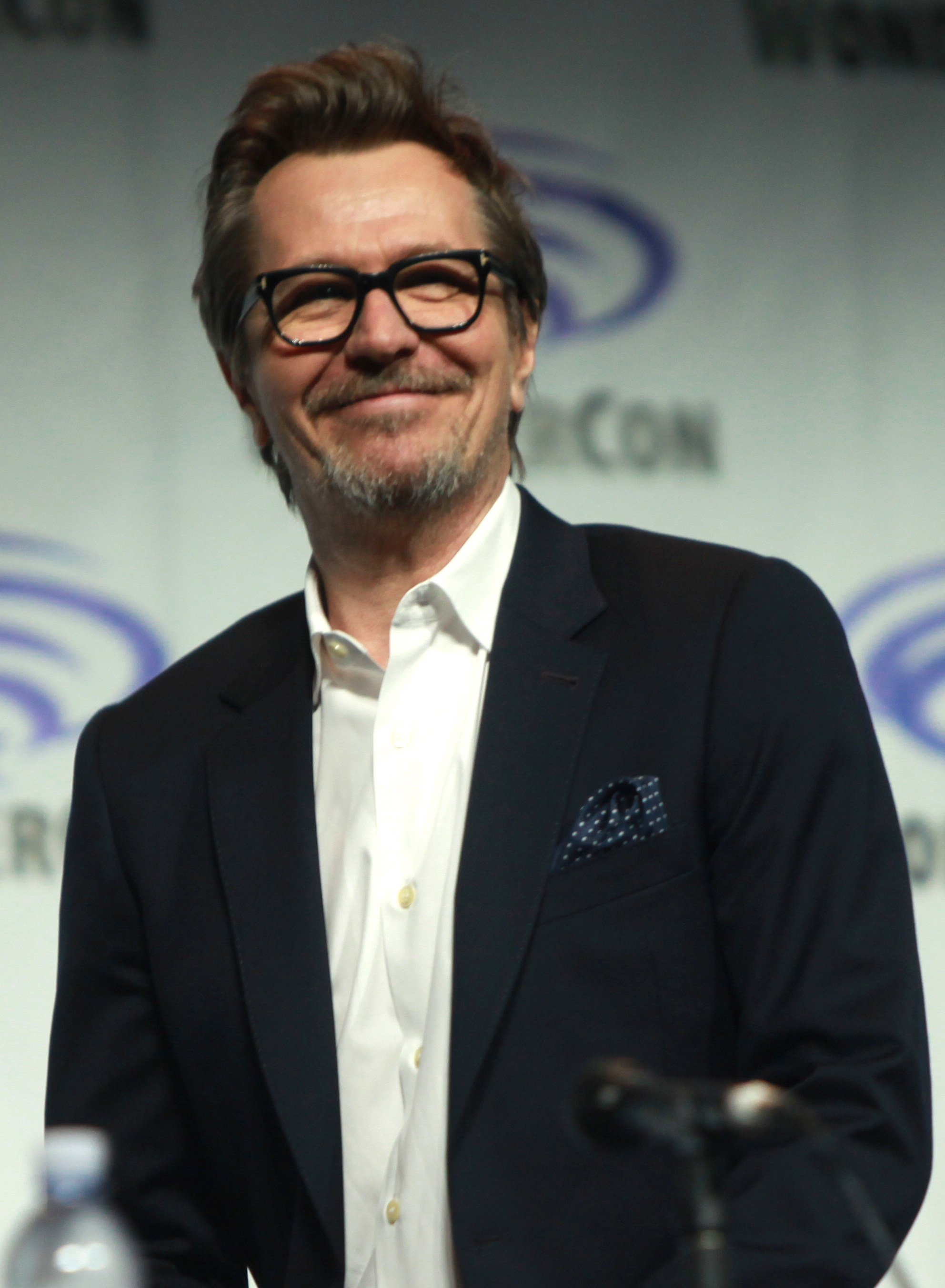
Gary Oldman nel 2014.

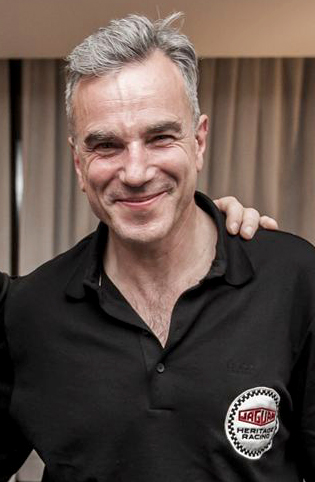
Daniel Day-Lewis nel 2013.

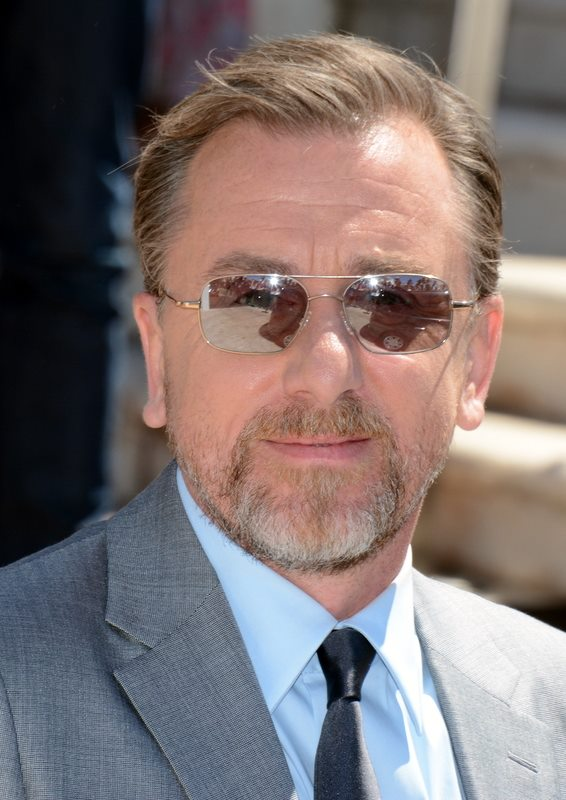
Tim Roth nel 2014.

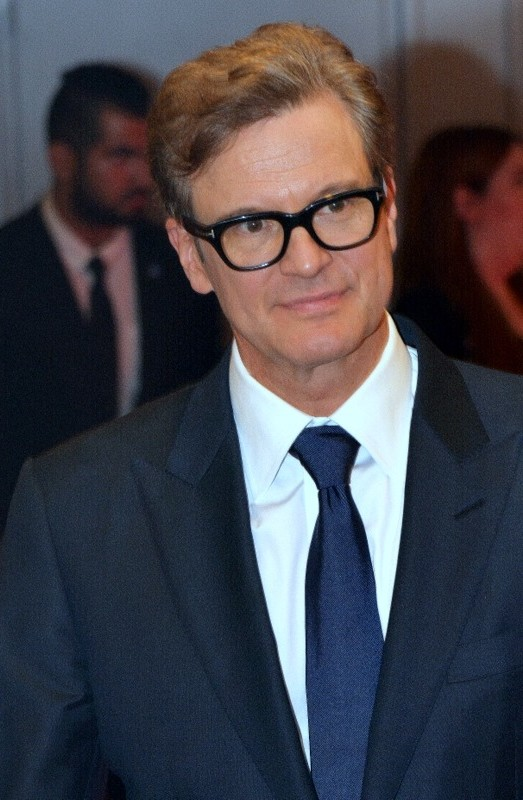
Colin Firth nel 2016.

Brit Pack (letteralmente, "branco di britannici") è un'espressione che viene usata per riferirsi ad uno specifico gruppo di giovani attori britannici che hanno ottenuto (o stanno ottenendo) successo a Hollywood, oppure più in generale per alludere all'intera categoria di tali attori.
Secondo un articolo di giornale, «ogni decennio porta con sé un nuovo Brit Pack, un altro disparato gruppo di attori che, come sostengono i media, raggiungerà una simultanea celebrità a Hollywood». In ogni caso, il termine viene ancora oggi principalmente e iconicamente associato a quel talentuoso gruppo di attori inglesi –  inclusi Gary Oldman, Daniel Day-Lewis, Tim Roth e Colin Firth – che emersero ad Hollywood verso la fine degli anni 80, e che vennero giornalisticamente contrapposti (anche a causa della somiglianza lessicale) al Brat Pack, il predominante gruppo di celebri attori americani attivi in molti film giovanilistici di quel periodo.

## Anni 80
Nel gennaio 1987 la giornalista Elissa Van Poznak intervistò gli attori Gary Oldman, Tim Roth, Colin Firth, Paul McGann, Bruce Payne e Spencer Leigh per il periodico The Face. La rivista aveva intenzione di intervistare anche l'attore Daniel Day-Lewis ma egli declinò in quanto troppo impegnato nel film L'insostenibile leggerezza dell'essere. Il titolo dell'intervista era "The Brit Pack". Il titolo piacque alla stampa e continuò ad essere usato nei successivi articoli riguardanti i medesimi attori. Un numero del 1988 della rivista Film Comment evidenziò che «Rupert Everett, Gary Oldman, Miranda Richardson e Daniel Day-Lewis» erano i leader di questo gruppo.

## Il New Brit Pack
Nel luglio 1993 un nuovo articolo di The Face fu intitolato "The New Brit Pack", riferendosi ad una nuova schiera di giovani e promettenti attori inglesi, includendo nell'elenco Jaye Davidson, Naveen Andrews, Jude Law, David Thewlis, Craig Kelly, Samuel West e Rufus Sewell.

## Differenze dagli altri "packs"
A differenza del Brat Pack o di altri gruppi di attori americani definiti in modo simile (come i futuri Frat Pack), gli attori del "Brit Pack" collaborarono l'un l'altro solo raramente, tanto nei film quanto negli eventi mondani. Come constatò un articolo del 1988, il Brit Pack «non è mai stato visto insieme alle feste, nei ristoranti o nelle rubriche dei pettegolezzi. E dal momento che il cinema britannico non ha mai prodotto alcun equivalente ai film giovanili di Hollywood degli anni 80 — come La donna esplosiva, A proposito della notte scorsa..., St. Elmo's Fire e altri — [questi attori] continuano a non incontrarsi reciprocamente sullo schermo». Ciononostante, Bruce Payne e Tim Roth erano entrambi comparsi nella serie televisive Tales Out of School, mentre Gary Oldman e lo stesso Roth recitarono insieme sia in Meantime che in Rosencrantz e Guildenstern sono morti. Colin Firth e Rupert Everett avevano debuttato assieme, nel 1984, nel film Another Country - La scelta. Bruce Payne e Spencer Leigh, inoltre, apparvero entrambi nel film Smart Money.

## Usi successivi del termine
Attualmente, l'etichetta "Brit Pack" è spesso utilizzata per descrivere ogni disparato gruppo di giovani attori e attrici inglesi in crescente popolarità.
Nel 2014, infatti, il termine fu nuovamente utilizzato per descrivere una nuova schiera di attori inglesi nati tra la fine degli anni 70 e l'inizio degli anni 80 che stavano ottenendo sempre più successo a Hollywood. Questo gruppo include Benedict Cumberbatch, Tom Hiddleston, Henry Cavill, James McAvoy, Tom Hardy, Eddie Redmayne e Rupert Friend.

## Membri

### Brit Pack
| Nome             | Nascita           | Anni di attività | Riconoscimenti   |
| ---------------- | ----------------- | ---------------- | ---------------- |
| Daniel Day-Lewis | 29 aprile 1957    | 1970–2017        | (1990–2008–2013) |
| Bruce Payne      | 22 novembre 1958  | 1982–oggi        |                  |
| Gary Oldman      | 21 marzo 1958     | 1979–oggi        | (2018)           |
| Rupert Everett   | 29 maggio 1959    | 1982–oggi        |                  |
| Colin Firth      | 10 settembre 1960 | 1983–oggi        | (2011)           |
| Paul McGann      | 14 novembre 1959  | 1986–oggi        |                  |
| Tim Roth         | 14 maggio 1961    | 1982–oggi        |                  |
| Spencer Leigh    | 1963              | 1983–1992        |                  |

### New Brit Pack
| Nome           | Nascita          | Anni di attività |
| -------------- | ---------------- | ---------------- |
| Jaye Davidson  | 21 marzo 1968    | 1992–oggi        |
| Naveen Andrews | 17 gennaio 1969  | 1991–oggi        |
| Jude Law       | 29 dicembre 1972 | 1987–oggi        |
| David Thewlis  | 20 marzo 1963    | 1985–oggi        |
| Craig Kelly    | 31 ottobre 1970  | 1992–oggi        |
| Samuel West    | 19 giugno 1966   | 1975–oggi        |
| Rufus Sewell   | 29 ottobre 1967  | 1993–oggi        |